# Bazicourt
Bazicourt est une commune française située dans le département de l'Oise, en région Hauts-de-France. Ses habitants sont appelés les Bazicourtois et les Bazicourtoises.

## Géographie

### Localisation

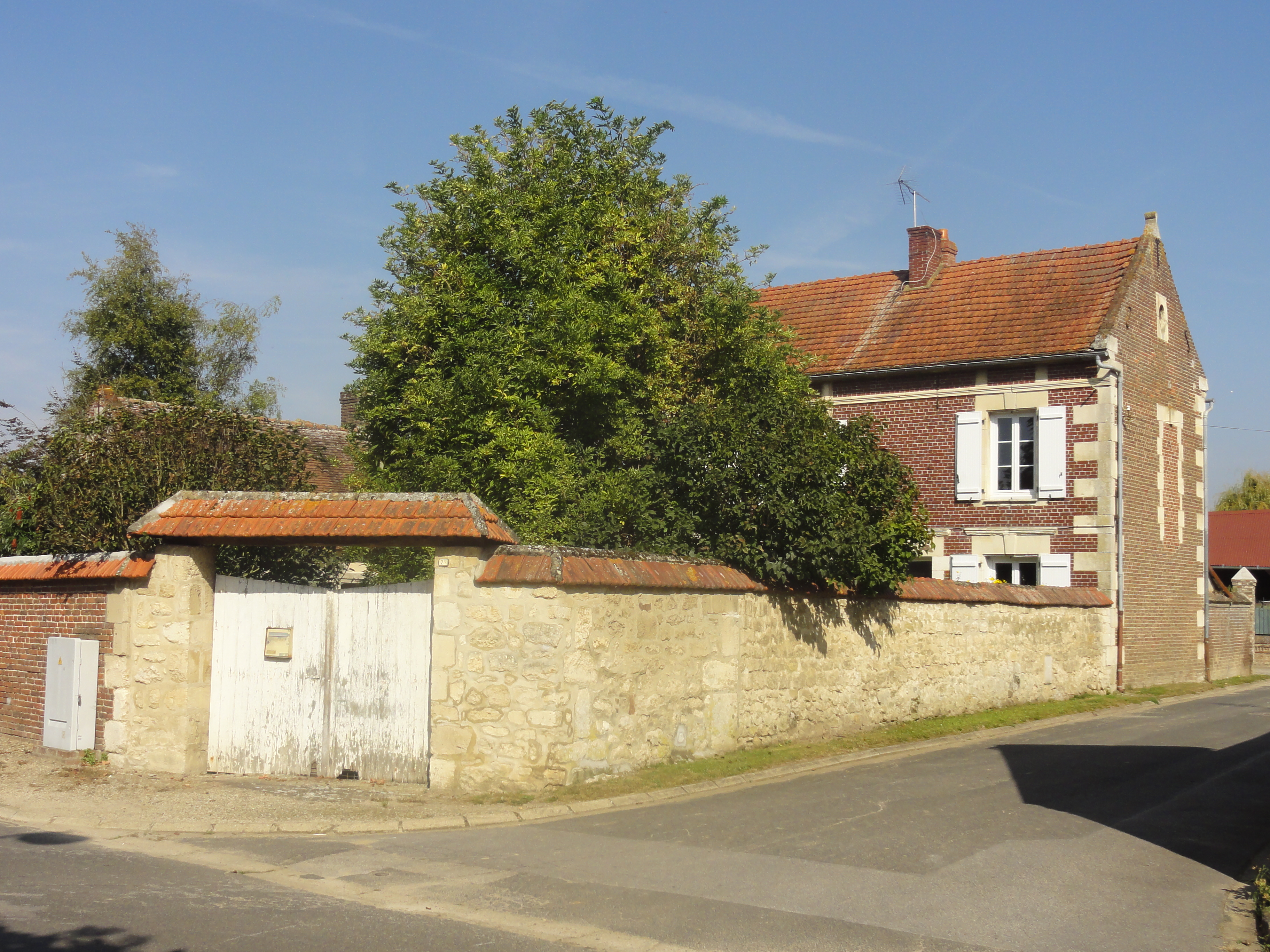
Ambiance de la commune : la rue de la Fontaine.

La commune se situe à 66 kilomètres au sud d'Amiens, à 40 kilomètres à l'est de Beauvais, à 17 kilomètres à l'ouest de Compiègne et à 57 kilomètres au nord de Paris. Son territoire est de 382 hectares.
|                       | Sacy-le-Petit       | Grandfresnoy |
| Saint-Martin-Longueau | Bazicourt           | Houdancourt  |
|                       | Pont-Sainte-Maxence |              |

### Géologie et relief
Le territoire communal est assis sur un territoire marécageux, ombragé de plantations qui entretiennent et accroissent son humidité naturelle. Les altitudes sont peu élevées sur ce territoire de plaine et de marais.
Le ruisseau de la Contentieuse se coule à 31 mètres d'altitude au sud du chef-lieu, la route départementale 13 passe à 37 mètres à l'angle avec la rue Pierre Dugrosprez et la plus forte côte, située au nord, à la Croix-Rouge, atteint 44 mètres au-dessus du niveau de la mer. L'ensemble du territoire s'étend entre 29 mètres au bord du ruisseau du Poirier, à la limite sud-est de la commune, et 48 mètres d'altitude en aval du fond Saint-Martin à l'extrême nord. L'église paroissiale et la mairie se trouvent à 33 mètres, le lotissement des Sablons, à l'ouest, à 40 mètres au-dessus du niveau de la mer. Le butte du bois des Boursaults, au sud, atteint 41 mètres. La source du ruisseau de la Contentieuse se situe à également à 31 mètres d'altitude. L'étendue est légèrement inclinée vers le sud, entre la plaine d'Estrées-Saint-Denis et la vallée de l'Oise.
La commune de Bazicourt se situe sur du sable soit nu, soit caché par le limon marécageux. La commune se trouve en zone de sismicité 1, c'est-à-dire très faiblement exposée aux risques de tremblement de terre.

### Hydrographie

#### Réseau hydrographique
La commune est située dans le bassin Seine-Normandie. Elle est drainée par la Contentieuse et le ru du Poirier,,.
Le ru du Poirier, affluent de l'Oise, de l'étang du château de Villette (Pont-Sainte-Maxence) à Houdancourt, au sud du territoire, délimite le marais de Bazicourt et le bois des Boursaults.
Le ruisseau de la Contentieuse affluent du rû du Poirier, prend naissance rue de la Fontaine, en plein cœur du village.
Plusieurs fossés de drainage relient les cressonnières communales à ce dernier cours d'eau. Trois petits étangs ont été aménagés au lieu-dit les Laiches.

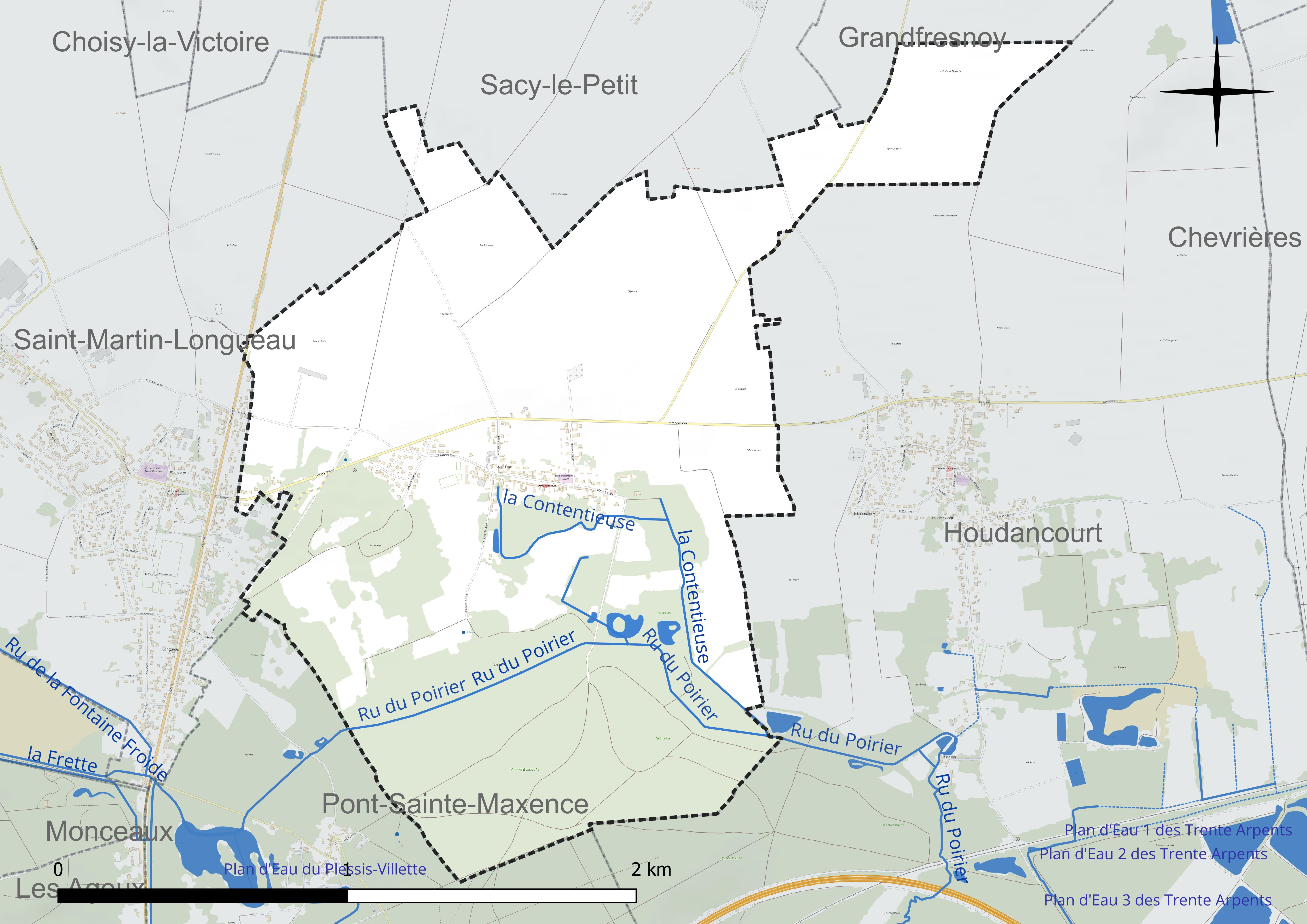
Réseau hydrographique de Bazicourt.

#### Gestion et qualité des eaux
Le territoire communal est couvert par le schéma d'aménagement et de gestion des eaux (SAGE) « Sensée ». Ce document de planification concerne un territoire de 789 km2 de superficie, délimité par trois bassins versants en totalité ou en partie (Aisne, Oise et Aronde). Le périmètre a été arrêté le 16 octobre 2001 et le SAGE proprement dit a été approuvé le 8 juin 2009, puis révisé le 27 novembre 2019. La structure porteuse de l'élaboration et de la mise en œuvre est le syndicat mixte Oise-Aronde. 
La qualité des cours d'eau peut être consultée sur un site dédié géré par les agences de l'eau et l'Agence française pour la biodiversité. 

### Climat
Pour des articles plus généraux, voir Climat des Hauts-de-France et Climat de l'Oise.
En 2010, le climat de la commune est de type climat océanique dégradé des plaines du Centre et du Nord, selon une étude du CNRS s'appuyant sur une série de données couvrant la période 1971-2000. En 2020, Météo-France publie une typologie des climats de la France métropolitaine dans laquelle la commune est dans une zone de transition entre le climat océanique et le climat océanique altéré et est dans la région climatique  Nord-est du bassin Parisien, caractérisée par un ensoleillement médiocre, une pluviométrie moyenne régulièrement répartie au cours de l'année et un hiver froid (3 °C). 
Pour la période 1971-2000, la température annuelle moyenne est de 11,1 °C, avec une amplitude thermique annuelle de 15,2 °C. Le cumul annuel moyen de précipitations est de 654 mm, avec 11,1 jours de précipitations en janvier et 7,9 jours en juillet. Pour la période 1991-2020, la température moyenne annuelle observée sur la station météorologique la plus proche, située sur la commune de Creil à 14 km à vol d'oiseau, est de 11,2 °C et le cumul annuel moyen de précipitations est de 662,2 mm,. Pour l'avenir, les paramètres climatiques de la commune estimés pour 2050 selon différents scénarios d'émission de gaz à effet de serre sont consultables sur un site dédié publié par Météo-France en novembre 2022.

### Milieux naturels et biodiversité
Hormis les zones bâties, qui couvrent 4,4 % du territoire sur 17 hectares, la commune se compose à 52,7 % de cultures, sur 204 hectares.
Les espaces boisés du bois des Boursaults représentent 35,3 % de la superficie pour 136 hectares. Les vergers et prairies s'étendent sur 22 hectares, auxquels on peut ajouter 2.5 hectares de landes et 1.8 hectares de zones humides et de marais, que l'on retrouve près des ruisseaux du Poirier et de la Contentieuse. La surface communale comprend également 1 hectare d'espaces verts, de terrains nus et de délaissés urbains,.
La butte du bois des Boursaults constitue une zone naturelle d'intérêt écologique, faunistique et floristique de type 1 et constitue un corridor écologique potentiel.

## Urbanisme

### Typologie
Au 1er janvier 2024, Bazicourt est catégorisée bourg rural, selon la nouvelle grille communale de densité à sept niveaux définie par l'Insee en 2022.
Elle est située hors unité urbaine. Par ailleurs la commune fait partie de l'aire d'attraction de Paris, dont elle est une commune de la couronne,. 

### Occupation des sols
L'occupation des sols de la commune, telle qu'elle ressort de la base de données européenne d'occupation biophysique des sols Corine Land Cover (CLC), est marquée par l'importance des territoires agricoles (64,9 % en 2018), en augmentation par rapport à 1990 (59,5 %). La répartition détaillée en 2018 est la suivante : 
terres arables (47,4 %), forêts (27,9 %), zones agricoles hétérogènes (17,6 %), zones urbanisées (7,2 %). L'évolution de l'occupation des sols de la commune et de ses infrastructures peut être observée sur les différentes représentations cartographiques du territoire : la carte de Cassini (XVIIIe siècle), la carte d'état-major (1820-1866) et les cartes ou photos aériennes de l'IGN pour la période actuelle (1950 à aujourd'hui).

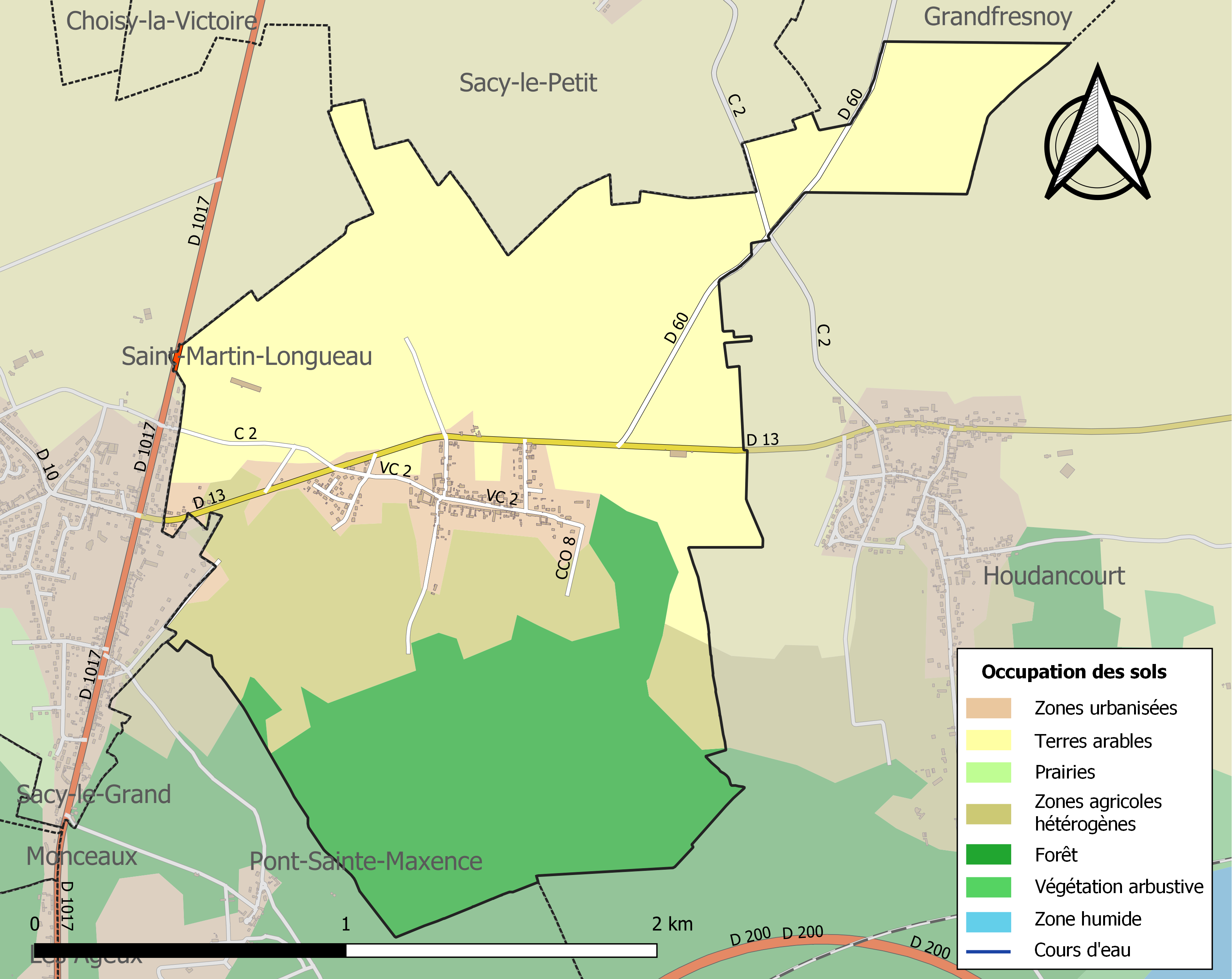
Carte des infrastructures et de l'occupation des sols de la commune en 2018 (CLC).

### Morphologie urbaine
Ancien village-rue, le chef-lieu s'étend désormais plus au nord, entre la rue principale et la rue de Compiègne (route départementale 13). L'écart des Sablons est constitué d'un lotissement aux habitations individuelles.

### Écarts et lieux-dits
Hormis le chef-lieu, la commune comprend l'écart des Sablons, à l'ouest du village. La commune ne possède pas de hameaux ou d'autres écarts habités sur son territoire.

### Habitat et logement
En 2018, le nombre total de logements dans la commune était de 144, alors qu'il était de 134 en 2013 et de 134 en 2008.
Parmi ces logements, 93,8 % étaient des résidences principales, 2,1 % des résidences secondaires et 4,2 % des logements vacants. Ces logements étaient pour 98,6 % d'entre eux des maisons individuelles et pour 0,7 % des appartements.
Le tableau ci-dessous présente la typologie des logements à Bazicourt en 2018 en comparaison avec celle de l'Oise et de la France entière. Une caractéristique marquante du parc de logements est ainsi une proportion de résidences secondaires et logements occasionnels (2,1 %) inférieure à celle du département (2,5 %) mais supérieure à celle de la France entière (9,7 %). Concernant le statut d'occupation de ces logements, 83,7 % des habitants de la commune sont propriétaires de leur logement (87,5 % en 2013), contre 61,4 % pour l'Oise et 57,5 pour la France entière.
| Typologie                                               | Bazicourt | Oise | France entière |
| ------------------------------------------------------- | --------- | ---- | -------------- |
| Résidences principales (en %)                           | 93,8      | 90,4 | 82,1           |
| Résidences secondaires et logements occasionnels (en %) | 2,1       | 2,5  | 9,7            |
| Logements vacants (en %)                                | 4,2       | 7,1  | 8,2            |

### Voies de communications et transports
L'ancienne route nationale 17 (actuelle RD 1017,  dite Route de Flandre), borde en partie la commune à l'ouest. Celle-ci était autrefois traversée par le Grand Chemin de Creil à Compiègne, par Villers-Saint-Paul, Rieux, Brenouille, Monceaux puis Sacy-le-Petit et Grandfresnoy. Aujourd'hui une partie de cette voie  [C'est-à-dire ?], mais il existe les deux routes départementales RD 13 de Saint-Martin-Longueau à Clairoix (Rue de Compiègne) et RD 60 de Bazicourt à Remy par Grandfresnoy, qui rejoint la RD 10 au nord du village. Une voie communale relie la RD 60 à Sacy-le-Petit, au nord. La rue de la Fontaine, débutant dans le bois des Boursaults, constitue la rue principale du village, prolongée par la rue Julien-Antoine. Après avoir croisé la RD 13, cette voie rejoint l'ancienne route nationale 17 à Saint-Martin-Longueau.
La gare de Pont-Sainte-Maxence, située sur la ligne de Creil à Jeumont, desservie par des trains TER Hauts-de-France, est la gare la plus proche de la commune, à 3,3 km au sud.
Bazicourt est desservie, en 2023, par les lignes 638, 660, 6209, 6215, 6301 et 6322 du réseau interurbain de l'Oise. Elle est également desservie par le service de transport à la demande gratuit TAD'OHM mis en place par la communauté de communes des Pays d'Oise et d'Halatte.
L'aéroport de Beauvais-Tillé se trouve à 39 km à l'ouest de la commune et l'aéroport de Paris-Charles-de-Gaulle se situe à 37 km au sud. Il n'existe aucune liaison entre la commune et ces aéroports par des transports en commun.
Le circuit de randonnée balisé des Boursaults parcourt le territoire, en passant par Saint-Martin-Longuau et Sarron.

## Toponymie

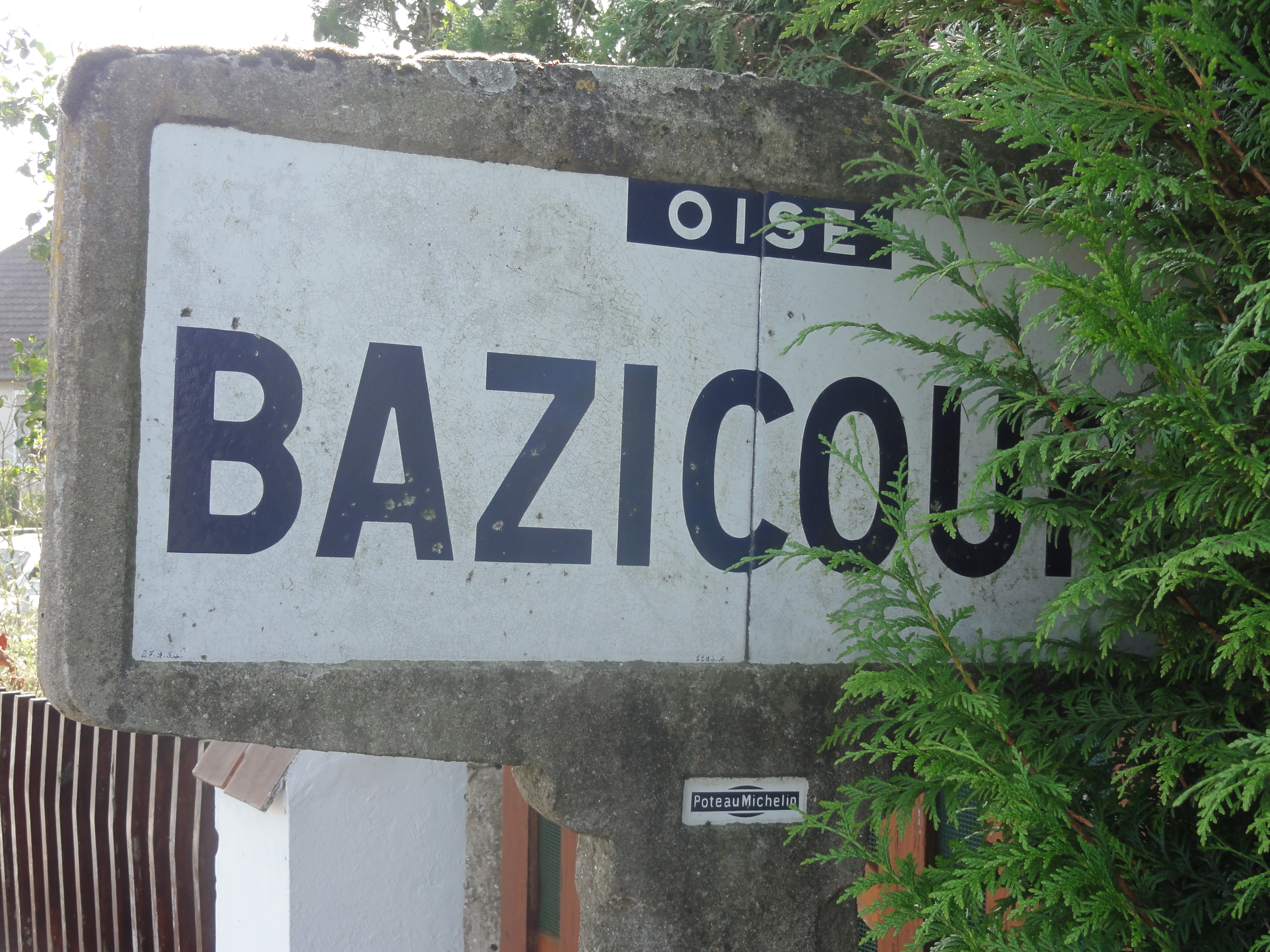
Plaque Michelin d'entrée de la commune, datant de 1934.

Les mentions anciennes de la localité sont en 1178 Besincourt, 1189 Basincurt, Bazincourt  et s'est appelée par la suite, en 1757, Bazicourt.
L'origine de cette dénomination serait celtique, signifiant Bois Humide, avec la terminaison en court (courtis), ferme ou exploitation agricole.

## Histoire
Le territoire a été habité par des hommes préhistoriques, comme le prouve la découverte qui a été faite (en particulier lors de l'établissement des cressonnières) de haches de pierre. Les historiens savent peu de choses sur le passé de la commune. Toutefois, il a été noté que, en 1330, la paroisse appartient à la seigneurie de Creil. Elle passa ensuite à celle de Pont-Sainte-Maxence. En 1763], elle est incorporée au marquisat de Villette, qui venait d'être crée.

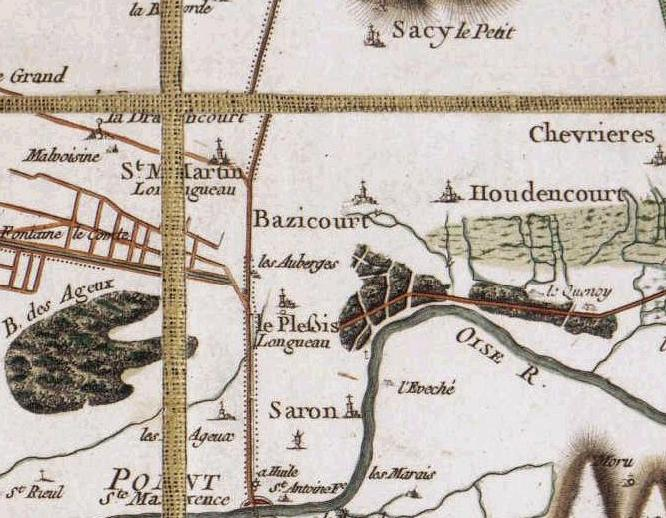
Bazicourt sur la carte de Cassini.

La cure était comprise dans la succursale de Saint-Martin-Longueau, après avoir été à la nomination de l'évêque diocésain.
La commune de Banzancourt, instituée par la Révolution française, est rattaché de 1828 à 1834 à Saint-Martin-Longueau dont il constitue alors un hameau.

## Politique et administration

### Rattachements administratifs et électoraux

#### Rattachements administratifs
La commune se trouve depuis 1926 dans l'arrondissement de Compiègne du département de l'Oise.
Dès la formation des cantons, en 1790, Bazicourt est rattaché à celui de Sacy-le-Grand. À la disparition de cette circonscription il est incorporé à celui de Bailleul-le-Soc, du 15 octobre 1801 au 17 mars 1803, et à cette date au canton de Liancourt,. Dans le cadre du redécoupage cantonal de 2014 en France, cette circonscription administrative territoriale a disparu, et le canton n'est plus qu'une circonscription électorale.

#### Rattachements électoraux
Pour les élections départementales, la commune fait partie depuis 2014 du canton de Pont-Sainte-Maxence
Pour l'élection des députés, elle fait partie de la septième circonscription de l'Oise.

### Intercommunalité
Bazicourt est membre de la communauté de communes des pays d'Oise et d'Halatte, un établissement public de coopération intercommunale (EPCI) à fiscalité propre créé fin 1997 et auquel la commune a transféré un certain nombre de ses compétences, dans les conditions déterminées par le code général des collectivités territoriales.

### Liste des maires
| Période                                  | Période                       | Identité         | Étiquette | Qualité                                                        |
| ---------------------------------------- | ----------------------------- | ---------------- | --------- | -------------------------------------------------------------- |
| Les données manquantes sont à compléter. |                               |                  |           |                                                                |
| mars 2001                                | 2014                          | Daniel Mercier   | DVD       |                                                                |
| 2014                                     | En cours (au 2 décembre 2020) | Marinette Carole |           | Agents technique et techniciens Réélu pour le mandat 2020-2026 |

## Équipements et services publics

### Eau et déchets
Un château d'eau, à l'ouest du territoire communal, permet d'alimenter les besoins en eau de la commune ainsi que des localités voisines de Saint-Martin-Longueau, Les Ageux, Houdancourt et  Chevrières qui constituent le Syndicat Intercommunal des Eaux de la Région de Saint-Martin-Longueau.
Deux stations de pompage à eau se trouvent également dans la commune. Les zones les plus basses du territoire se trouvent au-dessus de plusieurs nappes phréatiques.

### Enseignement

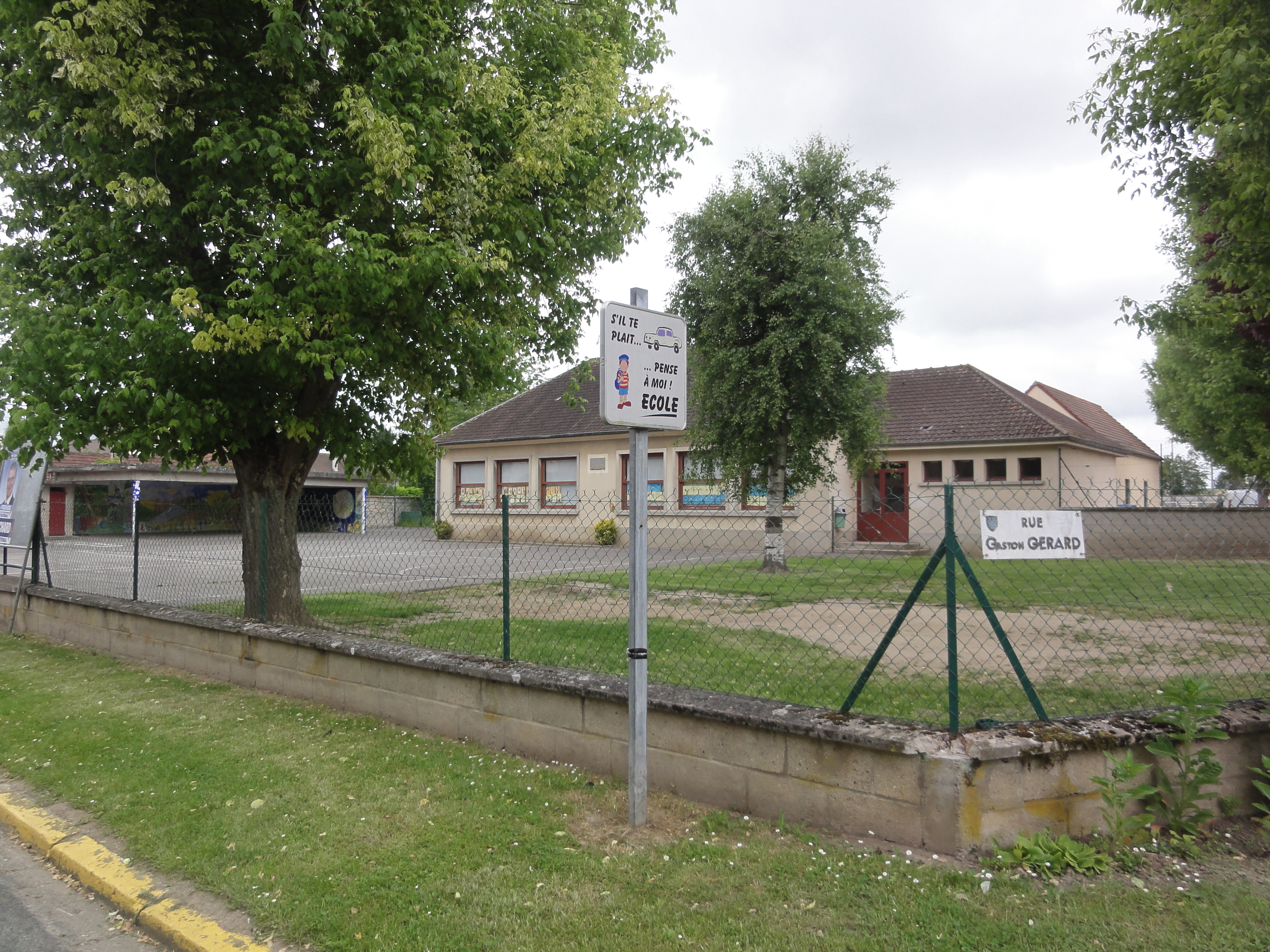
L'école Gaston-Gerard.

Dans les années 1960, l'école communale ne comptait qu'une classe. En 1969, une deuxième classe est ouverte. En 1990, le groupe scolaire de Bazicourt forme un regroupement pédagogique avec le groupe scolaire de Saint-Martin-Longueau ; les classes de CM1 et CM2 sont installées dans les deux locaux de Bazicourt, les autres classes dans ceux de Saint-Martin-Longueau. L'école a été construite sur un terrain donné par Gaston Gerard, et l'école porte donc son nom.

## Population et société

### Démographie

#### Évolution démographique
L'évolution du nombre d'habitants est connue à travers les recensements de la population effectués dans la commune depuis 1793. Pour les communes de moins de 10 000 habitants, une enquête de recensement portant sur toute la population est réalisée tous les cinq ans, les populations de référence des années intermédiaires étant quant à elles estimées par interpolation ou extrapolation. Pour la commune, le premier recensement exhaustif entrant dans le cadre du nouveau dispositif a été réalisé en 2008.

En 2022, la commune comptait 370 habitants, en évolution de +12,12 % par rapport à 2016 (Oise : +0,87 %, France hors Mayotte : +2,11 %).
| 1793 | 1800 | 1806 | 1821 | 1836 | 1841 | 1846 | 1851 | 1856 |
| ---- | ---- | ---- | ---- | ---- | ---- | ---- | ---- | ---- |
| 186  | 173  | 206  | 189  | 195  | 196  | 201  | 198  | 178  |

| 1861 | 1866 | 1872 | 1876 | 1881 | 1886 | 1891 | 1896 | 1901 |
| ---- | ---- | ---- | ---- | ---- | ---- | ---- | ---- | ---- |
| 202  | 174  | 177  | 167  | 148  | 134  | 144  | 135  | 118  |

| 1906 | 1911 | 1921 | 1926 | 1931 | 1936 | 1946 | 1954 | 1962 |
| ---- | ---- | ---- | ---- | ---- | ---- | ---- | ---- | ---- |
| 128  | 136  | 107  | 121  | 125  | 138  | 159  | 174  | 213  |

| 1968 | 1975 | 1982 | 1990 | 1999 | 2006 | 2008 | 2013 | 2018 |
| ---- | ---- | ---- | ---- | ---- | ---- | ---- | ---- | ---- |
| 243  | 284  | 347  | 310  | 291  | 319  | 327  | 326  | 345  |

| 2022 | - | - | - | - | - | - | - | - |
| ---- | - | - | - | - | - | - | - | - |
| 370  | - | - | - | - | - | - | - | - |

#### Pyramide des âges
La population de la commune est relativement jeune.
En 2018, le taux de personnes d'un âge inférieur à 30 ans s'élève à 31,9 %, soit en dessous de la moyenne départementale (37,3 %). À l'inverse, le taux de personnes d'âge supérieur à 60 ans est de 29,0 % la même année, alors qu'il est de 22,8 % au niveau départemental.
En 2018, la commune comptait 173 hommes pour 172 femmes, soit un taux de 50,14 % d'hommes, légèrement supérieur au taux départemental (48,89 %).
Les pyramides des âges de la commune et du département s'établissent comme suit.
| Hommes | Classe d’âge | Femmes |
| ------ | ------------ | ------ |
| 0,0    | 90 ou +      | 0,6    |
| 8,7    | 75-89 ans    | 9,3    |
| 20,2   | 60-74 ans    | 19,2   |
| 23,1   | 45-59 ans    | 21,5   |
| 14,5   | 30-44 ans    | 19,2   |
| 12,7   | 15-29 ans    | 15,1   |
| 20,8   | 0-14 ans     | 15,1   |

| Hommes | Classe d’âge | Femmes |
| ------ | ------------ | ------ |
| 0,5    | 90 ou +      | 1,4    |
| 5,5    | 75-89 ans    | 7,6    |
| 15,6   | 60-74 ans    | 16,3   |
| 20,8   | 45-59 ans    | 20     |
| 19,4   | 30-44 ans    | 19,4   |
| 17,6   | 15-29 ans    | 16,2   |
| 20,6   | 0-14 ans     | 19,1   |

## Culture locale et patrimoine

### Lieux et monuments
- Église Saint-Nicolas : L'époque de sa construction reste inconnue, mais on sait qu'elle est presque entièrement reconstruite en 1815. Le chœur est alors réduit et un des bas-côté supprimé et la voûte remplacée par un plafond. La porte est de forme ogivale. Le clocher, couvert en ardoise, se trouve au-dessus de celle-ci. On pouvait trouver autrefois dans l'édifice les pierres tombales au nom de la famille de Flavacourt-Fouilleuse. Elles sont maintenant fixées aux murs extérieurs, de part et d'autre du portail[a 2]. Ces pierres tombales ou dalles funéraires sont classées monument historique[37].
- Croix de chemin, rue Julien-Antoine

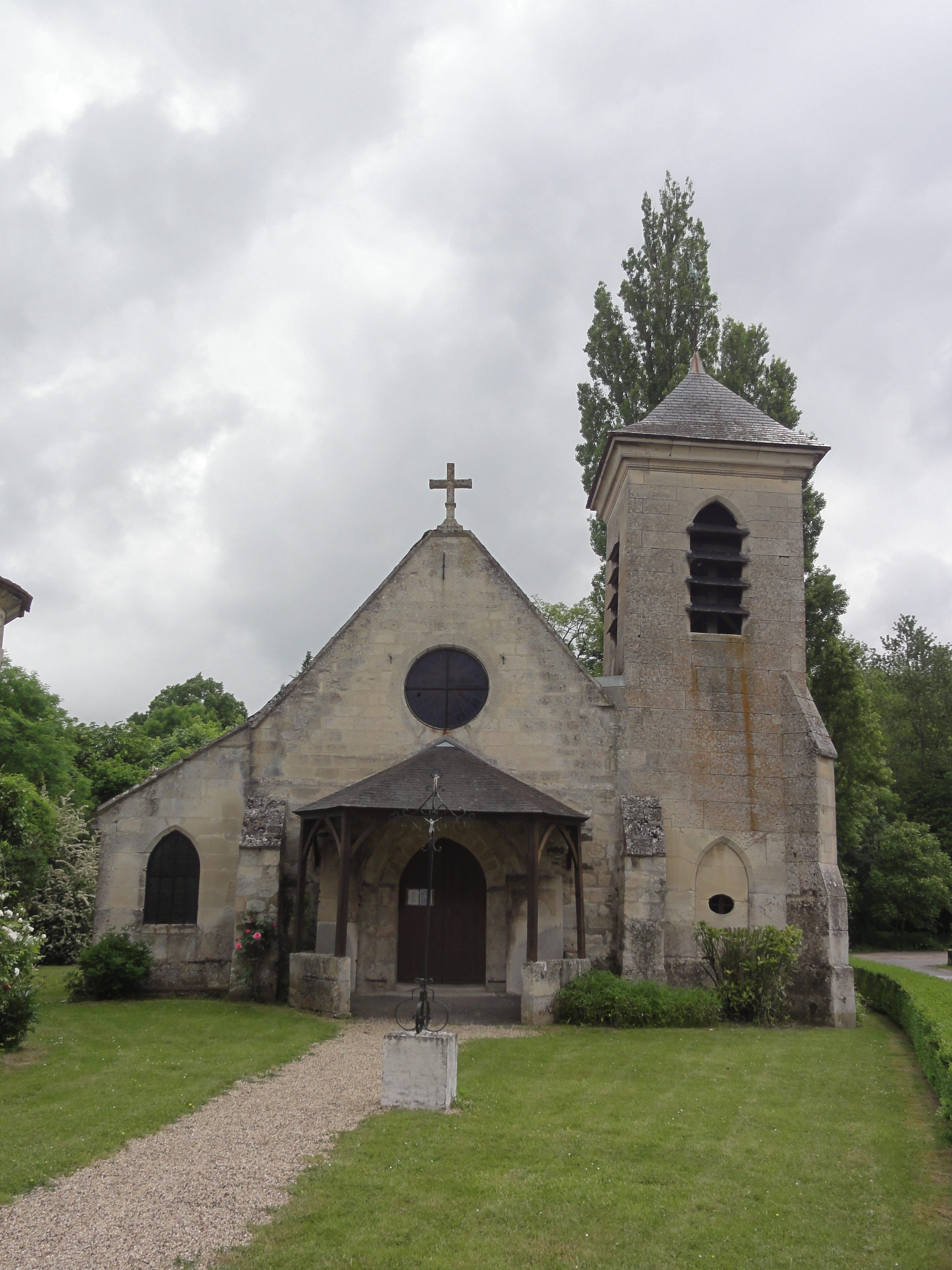
L'église Saint-Nicolas.
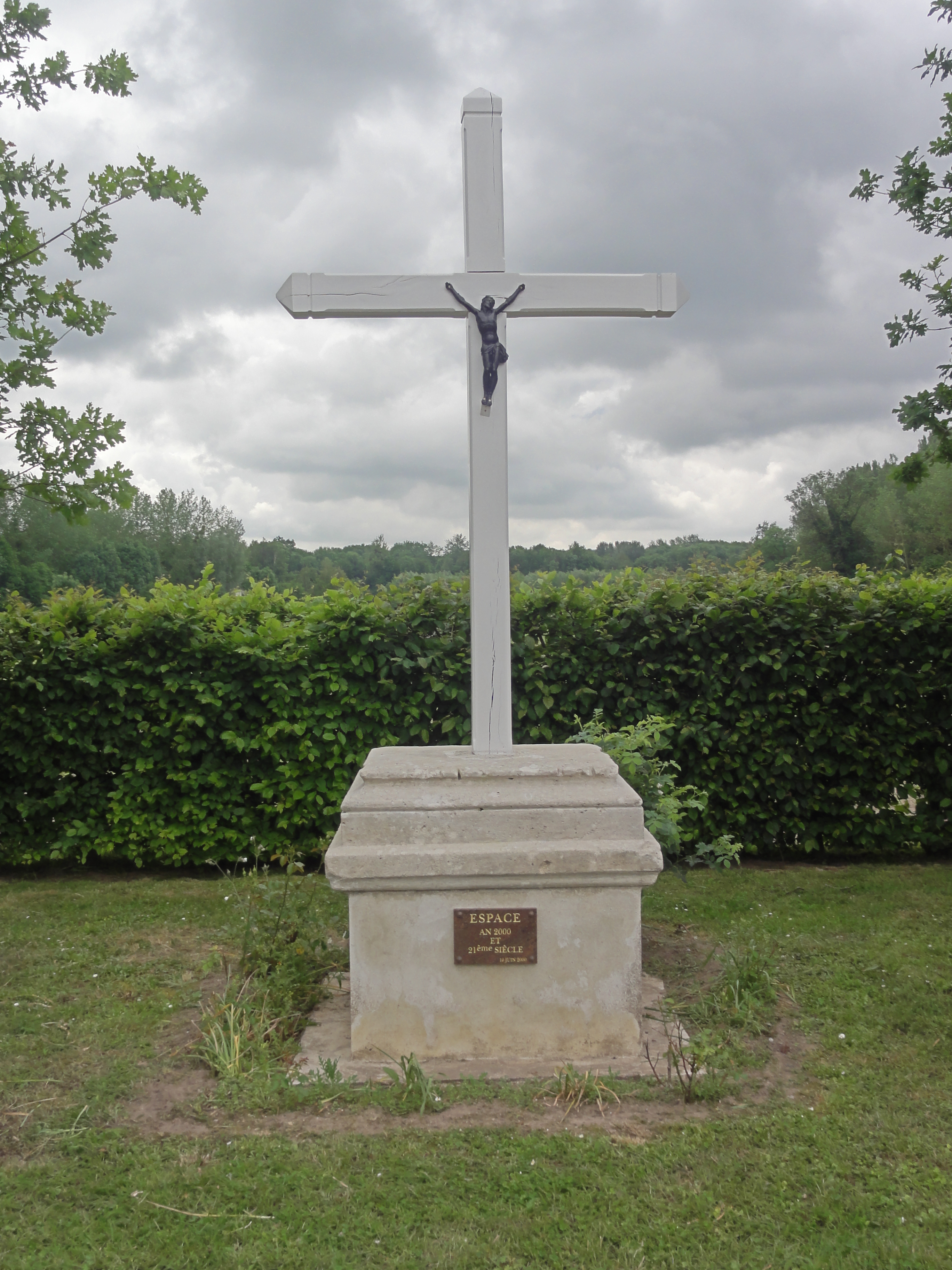
Croix de chemin.